# Вовкозуб великоголовий
Вовкозуб великоголовий (лат. Lycodon subcinctus) — неотруйна змія з роду Вовкозуб родини вужеві. Має 3 підвиди. Інша назва «малайський пластинчастий вовкозуб».

## Опис
Загальна довгина досягає 100 см. Голова широка, сплощена. Тулуб тонкий та стрункий. Молоді особини мають контрасний малюнок з широких яскраво-білих смуг на чорному тлі. Кінчик морди чорний, а уся інша область голови позаду очей біла. Типом забарвлення вони нагадують отруйних крайт. З віком білі смуги поступово зникають, починаючи з хвоста. У дорослих особин можуть бути помітні лише невеликі білі відмітини біля шиї.

## Спосіб життя
Полюбляє лісову місцину, воліючи займати не надто зволожені ділянки. Нерідко зустрічається у порушених людиною біотопах. Усе життя проводить на землі. Активна вночі. Харчується геконами та сцинками. 
Це яйцекладна змія. Самиця відкладає до 10 яєць.

## Розповсюдження
Мешкає на півдні Китаю, у В'єтнамі, Камбоджі, Лаосі, Таїланді, Малайзії, Брунеї, Індонезії й на Філіппінах.

## Підвиди
- Lycodon subcinctus subcinctus
- Lycodon subcinctus maculatus
- Lycodon subcinctus sealei